# Patrice Bianchi
Patrice Bianchi (Bourg-Saint-Maurice, 10 aprile 1969) è un ex sciatore alpino francese.

## Biografia
Slalomista puro originario di Val-d'Isère e in attività tra gli anni 1980 e i primi anni 1990, Bianchi debuttò in campo internazionale in occasione dei Mondiali juniores di Bad Kleinkirchheim 1986; in Coppa del Mondo ottenne il primo piazzamento il 6 gennaio 1990 a Kranjska Gora (14º) ed esordì ai Campionati mondiali a Saalbach-Hinterglemm 1991, dove si classificò al 7º posto.
Conquistò la prima vittoria in Coppa del Mondo il 13 gennaio 1992 sulla storica pista Gudiberg di Garmisch-Partenkirchen e ai successivi XVI Giochi olimpici invernali di Albertville 1992, sua unica presenza olimpica, non concluse la gara; il 15 dicembre dello stesso anno conquistò la seconda e ultima vittoria in Coppa del Mondo sul difficile tracciato 3-Tre di Madonna di Campiglio e ai successivi Mondiali di Morioka 1993, sua ultima presenza iridata, fu 11º. Si ritirò all'inizio della successiva stagione 1993-1994 e la sua ultima gara fu lo slalom speciale di Coppa del Mondo disputato il 14 dicembre a Sestriere, chiuso da Bianchi al 26º posto.

## Palmarès

### Coppa del Mondo
- Miglior piazzamento in classifica generale: 31º nel 1992
- 3 podi (tutti in slalom speciale):
  - 2 vittorie
  - 1 secondo posto

#### Coppa del Mondo - vittorie
| Data             | Località               | Paese    | Specialità |
| ---------------- | ---------------------- | -------- | ---------- |
| 13 gennaio 1992  | Garmisch-Partenkirchen | Germania | SL         |
| 15 dicembre 1992 | Madonna di Campiglio   | Italia   | SL         |

Legenda:

SL = slalom speciale

### Campionati francesi
- 2 medaglie (dati parziali):
  - 2 ori (slalom speciale[senza fonte] nel 1990; slalom speciale[senza fonte] nel 1992)